# 米勒多夫

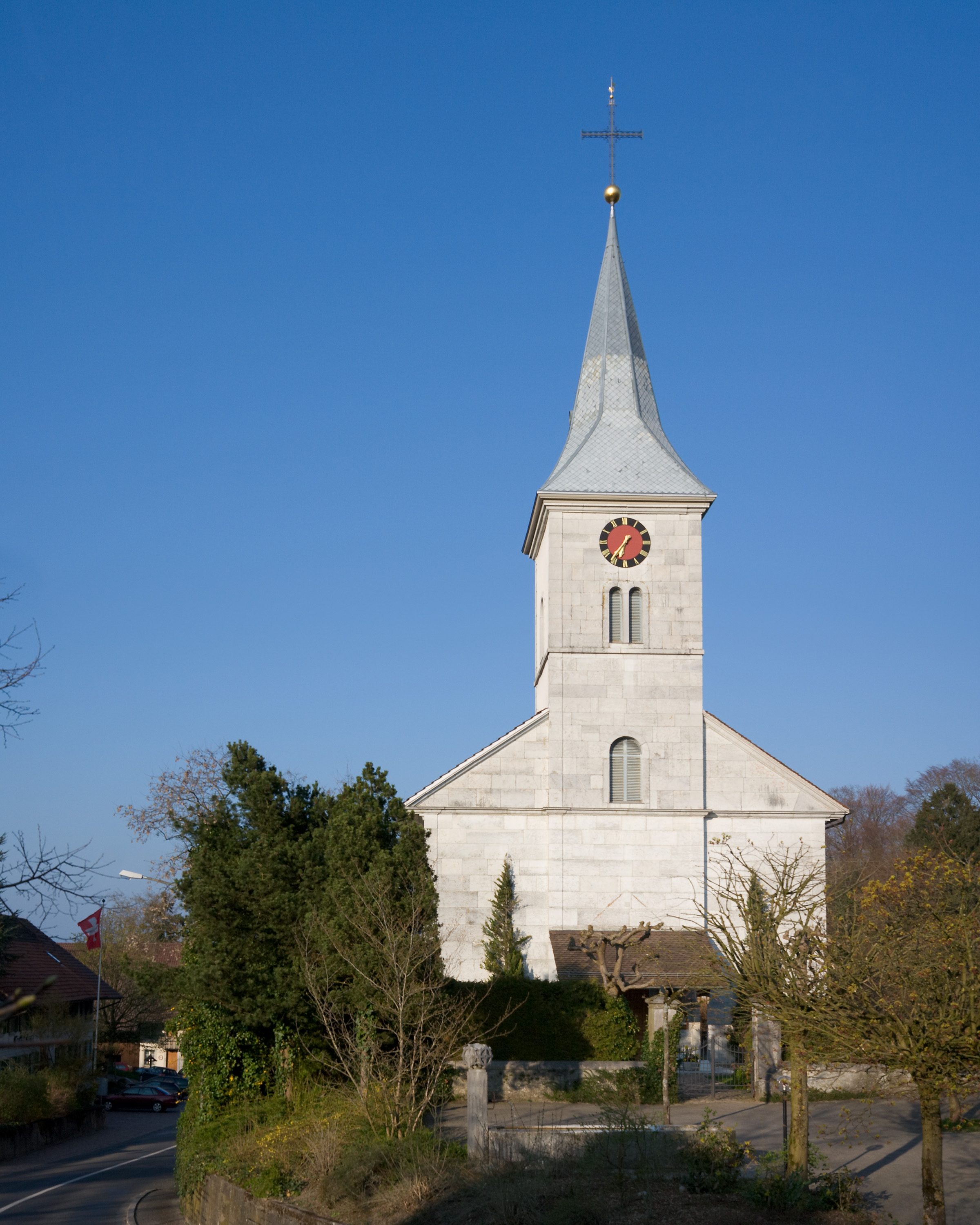

米勒多夫是瑞士的城鎮，位於該國北部，由索洛圖恩州負責管轄，面積3.28平方公里，海拔高度557米，2012年人口336，七成半人口信奉基督教，人口密度每平方公里102人。

## 外部連結
- Official website